# Druk wypukły

Idea druku wypukłego. A – matryca, B – papier

Druk wypukły, wypukłodruk – jedna z podstawowych, oprócz druku wklęsłego i płaskiego, technik graficznych, w której odbitka powstaje poprzez odbicie farby nałożonej na częściach wypukłych formy drukowej. Jest to najstarsza technika graficzna.
Obecnie z technik druku wypukłego przemysłowo stosuje się przede wszystkim fleksografię oraz, szczególnie do zastosowań specjalnych, typografię. Zespoły fleksodrukowe są także stosowane do lakierowania. Typografia była powszechnie stosowaną techniką druku przed upowszechnieniem się urządzeń do naświetlania, które umożliwiły łatwe stosowanie druku offsetowego (druk płaski), który pozwala na uzyskanie lepszej jakości odbitek i jest bardziej ekonomiczny z innych względów.

## Materiały w druku wypukłym
W tradycyjnych technikach graficznych formę drukową (matrycę) przygotowuje się w drewnie (drzeworyt), linoleum (linoryt), metalu (metaloryt) czy płycie gipsowej (gipsoryt). Jednak zastosowanie znajdują też płyty paździerzowe, tektura, rozmaite tworzywa sztuczne, np. szkło akrylowe (pleksi). W poszukiwaniu nowych efektów stosuje się różne metody opracowania matrycy dla wypukłodruku – zamiast wycinać, wypala się lub wytapia płaszczyzny i linie (jak np. w technice pirografii).
W poligraficznych technikach przemysłowych, formy przygotowywane są z metali i tworzyw sztucznych.